# Bază azotată
Bazele azotate sunt compuși chimici organici care intră în constituirea nucleotidelor, ele însele constituente ale ARN-ului și ADN-ului.
Structura dublu catenară a ADN-ului este asigurată de legăturile de hidrogen ce se stabilesc între bazele azotate ale celor două catene ale dublului helix de ADN. 
Moleculele de ADN și ARN conțin cinci baze azotate principale: adenina, citozina, timina, guanina și uracilul ale căror abrevieri sunt A, C, T, G și U. Primele patru baze azotate intră în compoziția ADN-ului, în timp ce, în ARN timina este înlocuită cu uracil. Numele bazelor nucleotidice corespunde bazei azotate conținute.
Secvența bazelor într-un acid nucleic determină, în cazul unei gene, secvența de aminoacizi în polipeptidul (sau proteina) codificat(ă) de această genă. Mai rar, alte baze azotate pot fi întâlnite în compoziția acizilor nucleici: dihidrouridina, inozina, xantina, pseudouracilul. Ele rezultă din modificări secundare ale celor cinci baze principale. 
Bazele azotate se împart în două categorii: baze azotate purinice și baze azotate pirimidinice.

## Bazele azotate purinice
- Adenina: 6-aminopurina (sau 1,6-dihidro-6-iminopurină)
- Guanina: 2-amino-6-oxopurină

## Bazele azotate pirimidinice
- Citozina: 4-amino-2-cetopirimidina
- Timina: 2,4-diceto-5-metil-pirimidina
- Uracilul: 2,4-dicetopirimidina

Aceste baze conțin un singur ciclu, atomii de carbon fiind notați în sens orar. 

## Codul cu o literă
Secvența nucleotidelor din ADN și ARN este reprezentată ca o succesiune de baze azotate, simbolizate de o literă, de la capătul 5’ spre capătul 3’ al moleculei de acid nucleic.
Spre exemplu: „ATGC” înseamnă că fragmentul de acid nucleic conține succesiv, începând cu capătul său 5’, o adenină, o timină, o guanină și o citozină. Pentru mai multă claritate, această secvență de ADN poate fi scrisă și: 5'-ATGC-3'. În cazul în care, pentru o anumită poziție din compoziția unui acid nucleic, pot exista nucleotide diferite, secvența acidului nucleic se notează folosind codul cu o literă.
| Bază sau tip de bază                                             | Codul cu o literă |
| ---------------------------------------------------------------- | ----------------- |
| Adenina                                                          | A                 |
| Timina                                                           | T                 |
| Guanina                                                          | G                 |
| Citozina                                                         | C                 |
| Inozina                                                          | I                 |
| Uracilul                                                         | U                 |
| Purine: Adenina sau Guanina                                      | R                 |
| Legături slabe (două legături de hidrogen): Adenina sau Timina   | W                 |
| Funcția cetonă în incizura mare a ADN-ului: Timina sau Guanina   | K                 |
| Nu o Adenină                                                     | B                 |
| Nu o Timină                                                      | V                 |
| Pirimidine: Timina sau Citozina                                  | Y                 |
| Legături tari (trei legături de hidrogen) : Citozina sau Guanina | S                 |
| Funcția amino în incizura mare a ADN-ului: Adenina sau Citozina  | M                 |
| Nu o Citozină                                                    | D                 |
| Nu o Guanină                                                     | H                 |
| Oricare bază                                                     | N                 |